# Xylostroma
Xylostroma is een monotypisch geslacht van schimmels behorend tot de familie Fomitopsidaceae. Het bevat alleen Xylostroma giganteum.